# Leovegildo Lins da Gama Júnior
Leovegildo Lins da Gama Júnior(n. 29 iunie 1954), cunoscut mai bine ca Júnior, este un fost jucător brazilian de fotbal A fost trecut de Pelé pe lista FIFA 100 în martie 2004